# Óscar Lee-Chong
Óscar Rigoberto Lee-Chong Pinilla (* 20. März 1965 in Santiago) ist ein ehemaliger chilenischer Fußballspieler. Der Mittelfeldspieler bestritt ein Länderspiel für die Nationalmannschaft Chiles.

## Karriere

### Verein
Óscar Lee-Chong schaffte 1983 den Sprung in den Profikader vom CD Universidad Católica, bestritt allerdings kein Ligaspiel für den Klub. So ging er in untere Ligen und stieg 1986 mit Coquimbo Unido aus der Tercera in die Segunda División auf. Durch seine guten Leistungen debütierte er 1989 bei Naval in der Primera División. Der Klub löste sich nach der Saison 1990 auf und Lee-Chong schloss sich Deportes Concepción an, mit dem er in der Copa Libertadores 1991 das Achtelfinale erreichte. Bis zu seinem Karriereende 1999 lief er noch für die Erstligisten Deportes Antofagasta, erneut das mittlerweile aufgestiegene Coquimbo, Deportes Temuco, CD Palestino und zum Abschluss Rangers de Talca auf.

### Nationalmannschaft
In der Nationalmannschaft Chiles absolvierte Óscar Lee-Chong im Februar 1997 sein einziges Länderspiel beim Qualifikationsspiel für die Weltmeisterschaft 1998 gegen die Nationalmannschaft Boliviens, als er in der 89. Spielminute für Iván Zamorano eingewechselt wurde.

## Erfolge
Universidad Católica
- Chilenischer Meister 1984

## Sonstiges
Benito Lee Chong Lam, Vater von Óscar Lee-Chong, floh 1928 aus China wegen der Spannungen mit Japan und des chinesischen Bürgerkrieges nach Chile. Óscars Sohn Felipe und sein Neffe Jaime Carreño sind ebenfalls Profifußballspieler. Auch sein Bruder Luis ist ehemaliger Profifußballer. Nach seiner Karriere arbeitete Óscar Lee-Chong in einem Restaurant in Pucón.